# 郅慧
郅慧（1971年—），河南郑州人，汉族，中华人民共和国政治人物、第十二届全国人民代表大会河南地区代表。
毕业于河南广播电视大学计算机专业。加入中国共产党。2013年，担任全国人大代表。2018年2月24日，当选为第十三届全国人大代表。